# Mieczysław Rakowski
Pour les articles homonymes, voir Rakowski.
Mieczysław Franciszek Rakowski, né le 1er décembre 1926 à Kowalewko-Folwark (pl) (actuelle Couïavie-Poméranie) et mort le 8 novembre 2008 à Varsovie, est un journaliste et dirigeant communiste polonais. C'est le dernier chef de gouvernement communiste ayant réellement gouverné la République populaire de Pologne, son successeur ayant échoué à former un gouvernement.

## Biographie
En 1946, Mieczysław Rakowski rejoint le Parti ouvrier polonais, puis le Parti ouvrier unifié polonais (PZPR) en 1948.
Devenu docteur en histoire en 1956, Mieczysław Rakowski sera rédacteur de l'hebdomadaire Po prostu (Tout simplement), puis de l'hebdomadaire Polityka auquel il reste lié jusqu'en 1982. Il entre au Comité central du PZPR en 1975.
Il est nommé par Wojciech Jaruzelski président du conseil des ministres de l'avant-dernier gouvernement communiste du 27 septembre 1988 au 1er aout 1989.
Le 29 juillet 1989, il est nommé Premier secrétaire du PZPR.
Le 21 août, à la suite d'un long entretien téléphonique avec Mikhaïl Gorbatchev, il prend un certain nombre de décisions historiques : participation des communistes au gouvernement du président du conseil des ministres non-communiste et catholique Tadeusz Mazowiecki et investiture du gouvernement avec l’apport des 150 voix des parlementaires communistes.
La République populaire de Pologne (PRL) ayant cessé d'exister le 31 décembre 1989, le PZPR s'autodissout le 29 janvier 1990.
Mieczysław Rakowski et plusieurs anciens communistes créent alors la Social-démocratie de la République de Pologne (SdRP), qui devient la principale composante de l'Alliance de la gauche démocratique avant de disparaître complètement en 1999.
Lors de l'élection présidentielle polonaise de 2005, il soutient la candidature de Włodzimierz Cimoszewicz, qui s'est finalement retiré.